# Marbådan
Marbådan är ett skär i Åland (Finland). Det ligger i Ålands hav eller Skärgårdshavet och i kommunen Jomala i landskapet Åland, i den sydvästra delen av landet. Ön ligger nära Mariehamn och omkring 280 kilometer väster om Helsingfors.
Öns area är 0,3 hektar och dess största längd är 80 meter i nord-sydlig riktning. Närmaste större samhälle är Mariehamn, 8,5 km norr om Marbådan.